# Sigel, Illinois
Sigel là một thị trấn thuộc quận Shelby, tiểu bang Illinois, Hoa Kỳ. Năm 2010, dân số của thị trấn chưa hợp nhất này là 373 người.

## Dân số
Dân số qua các năm:
- Năm 2000: 386 người.
- Năm 2010: 373 người.